# Лірохвіст
Лірохві́ст (Menura) — рід горобцеподібних птахів, єдиний у родині лірохвостових (Menuridae). Це птахи невеликих розмірів, хвіст яких нагадує ліру.

## Проживання
Ендеміки Австралії. Живуть у чагарниках, у пагористих або скелястих місцевостях. У дикій природі найчастіше трапляються в Новому Південному Уельсі (Австралія).

## Живлення
Живиться цей птах комахами, черв'яками, жуками, слимаками та багатоніжками, яких видобуває у чагарниках.

## Шлюбний період
Гніздо лірохвости облаштовують у неприступних місцях, між стовбурами молодих дерев, доволі низько над землею. Гніздо невелике, довгасте, з неодмінним дашком. Самиця лірохвоста відкладає одне яйце, яке сама й насиджує. А поки самиця сидить, самець взагалі не тільки не годує її, а й не навідується до гнізда.

## Імітація голосів лірохвостом
Цей птах має ідеальний слух, а з ним і добре розвинуті голосові зв'язки. Спів лірохвоста є суцільним запозиченням, що нагадує черевомовлення, яке можна почути, наблизившись до птаха на невелику відстань. Траплялися випадки, коли чули людські голоси у лісі, імітовані лірохвостом.

## Види
- Лірохвіст малий (M. alberti)
- Лірохвіст австралійський, або великий (M. novaehollandiae)
- †Menura tyawanoides — існував у ранньому міоцені.

## Галерея

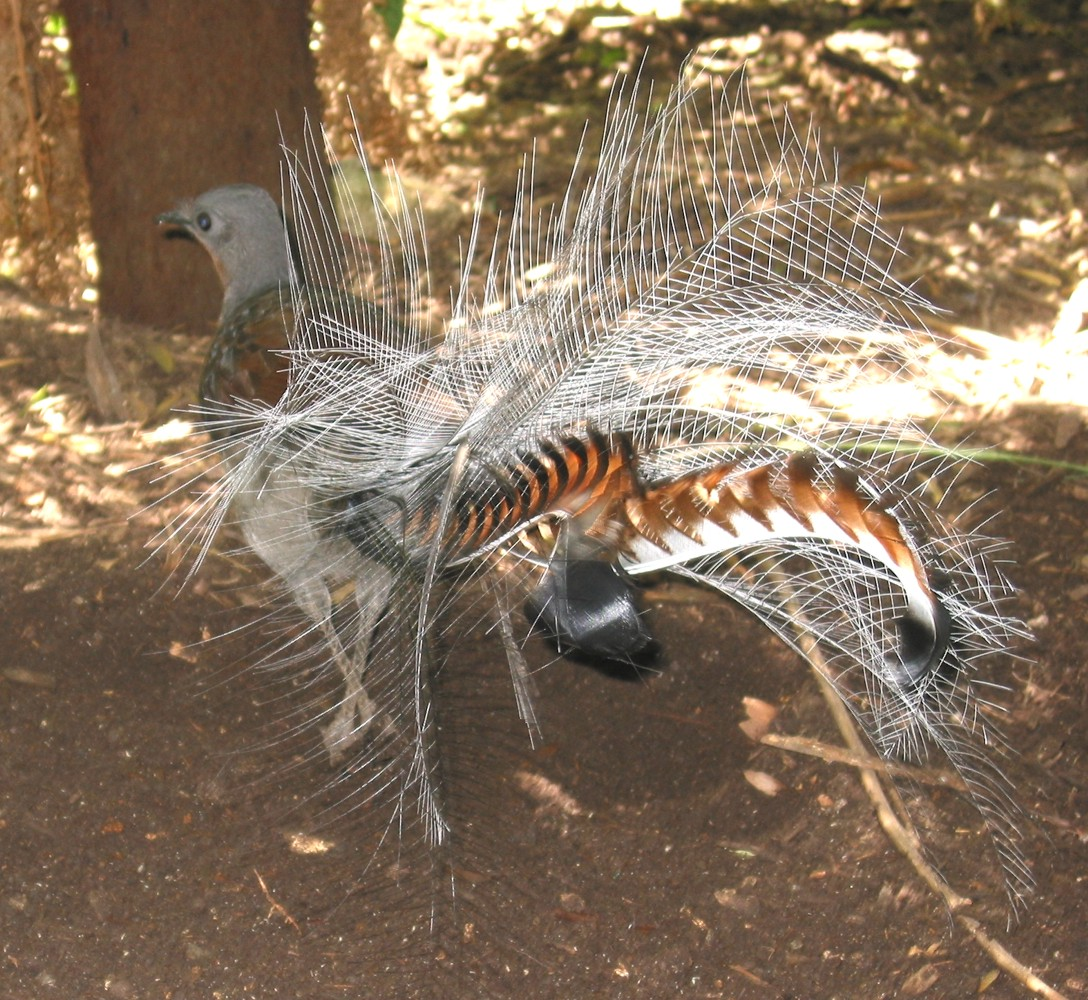
Лірохвіст Menura novaehollandiae
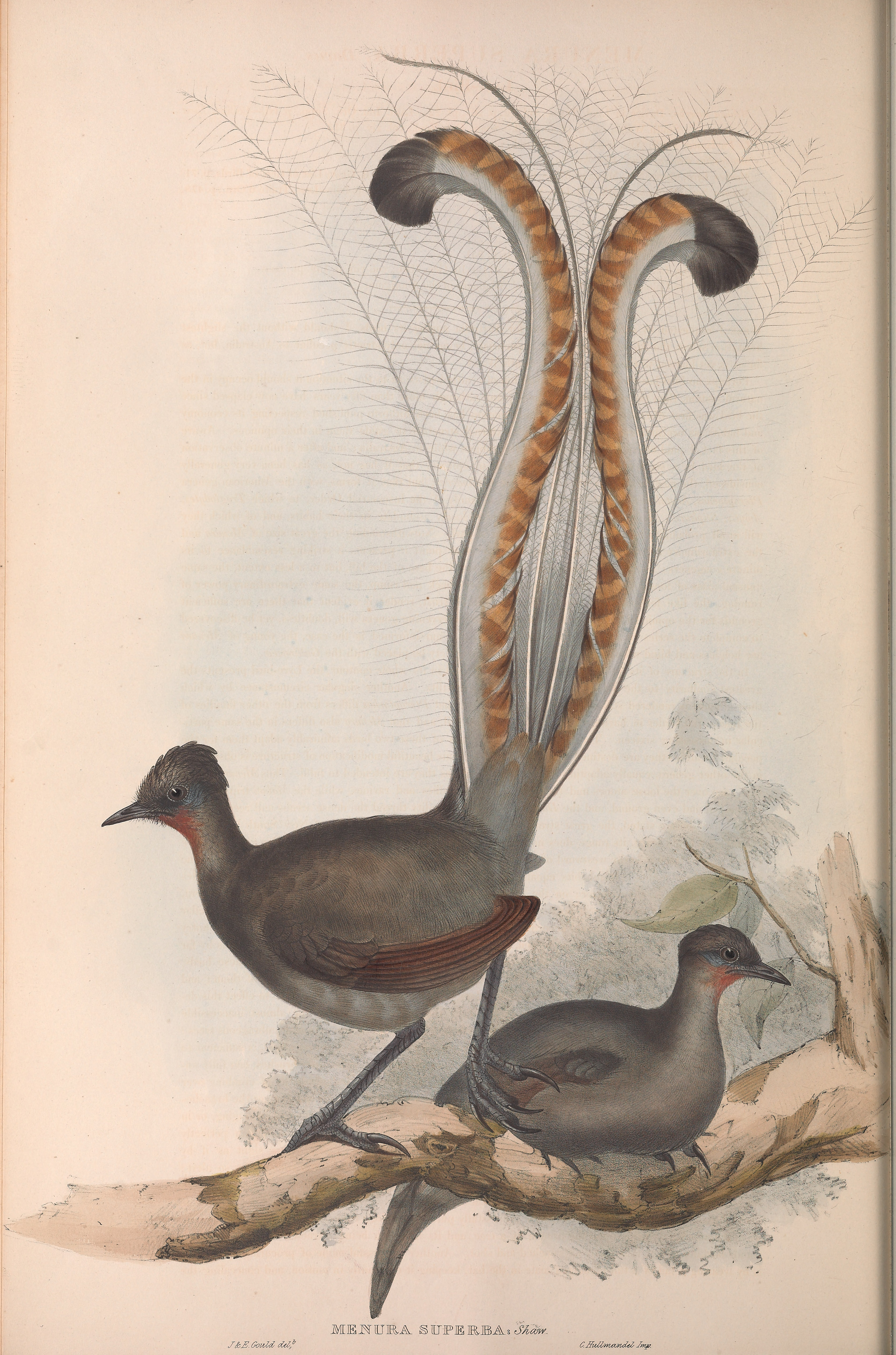
Малюнок двох лірохвостів